# Фонология английского языка
В этой статье описывается фонетика и фонология английского языка. Звуковой ряд современного английского языка.

## Согласные
| Признаки            | Губно-губные | Губно-зубные | Зубные | Альвеолярные | Постальвеолярные | Палатальные | Велярные | Глоттальные |
| ------------------- | ------------ | ------------ | ------ | ------------ | ---------------- | ----------- | -------- | ----------- |
| Носовые             | m            |              | n      | n            | n                |             | ŋ        |             |
| Взрывные            | pʰ b         |              | tʰ d1  | tʰ d1        |                  |             | kʰ g     |             |
| Аффрикаты           |              |              |        |              | ʧ ʤ              |             |          |             |
| Щелевые             |              | f v          | θ ð    | s z          | ʃ ʒ              |             | (x)      | h           |
| Аппроксиманты       |              |              |        | ɹ            | ɹ                | j           | (ʍ) w    |             |
| Латеральные сонанты |              |              | l ɫ    | l ɫ          | l ɫ              |             |          |             |

1. Произношение переднеязычных согласных в английском языке характеризуется апикальной артикуляцией, то есть артикулирует самый кончик языка. В русском языке кончик языка немного опущен, и артикулирует спинка языка, иначе говоря, для него характерна ламинальная артикуляция.[1]

|               |               | Губные | Зубные | Альвеолярные | Постальвеолярные | Палатальные | Заднеязычные | Глоттальные |
| ------------- | ------------- | ------ | ------ | ------------ | ---------------- | ----------- | ------------ | ----------- |
| Носовые       | Носовые       | [m]    |        | [n]          |                  |             | [ŋ]          |             |
| Взрывные      | сильные       | [p]    |        | [t]          | [tʃ]             |             | [k]          |             |
| Взрывные      | слабые        | [b]    |        | [d]          | [dʒ]             |             | [ɡ]          |             |
| Фрикативные   | сильные       | [f]    | [θ]    | [s]          | [ʃ]              |             | ([x])        | [h]         |
| Фрикативные   | слабые        | [v]    | [ð]    | [z]          | [ʒ]              |             |              | [h]         |
| Аппроксиманты | Аппроксиманты |        |        | [l]          | [ɹr]             | [j]         | [w]          |             |

## Гласные
| Признаки      | Передние | Передние | Средние | Средние | Задние | Задние  |
| Признаки      | долгие   | краткие  | долгие  | краткие | долгие | краткие |
| ------------- | -------- | -------- | ------- | ------- | ------ | ------- |
| Верхние       | [iː]     | [ɪ]      |         |         | [uː]   | [ʊ]     |
| Средне-нижние |          | [ɛ]      | [ɜː]    | [ə]     | [ɔː]   | [ʌ]     |
| Нижние        |          | [æ]      |         |         | [ɑː]   | [ɒ]     |

|           | Передние                            | Передние                            | Средние                             | Средние                             | Задние                              | Задние                              | Задние                              | Задние                              |
| неогубл.  | неогубл.                            | Передние                            | Средние                             | Средние                             | огубл.                              | огубл.                              |                                     |                                     |
| краткие   | долгие                              | краткие                             | долгие                              | краткие                             | долгие                              | краткие                             | долгие                              |                                     |
| --------- | ----------------------------------- | ----------------------------------- | ----------------------------------- | ----------------------------------- | ----------------------------------- | ----------------------------------- | ----------------------------------- | ----------------------------------- |
| Верхние   | [ɪ]                                 | [iː]                                | [ɵʊ]                                | [ʉuː]                               |                                     |                                     |                                     | [oɔː]                               |
| Средние   | [ɛe]                                | [ɛɛː]                               | [ə]                                 | [əɜː]                               | [ʌ]                                 |                                     | [ɔɒ]                                |                                     |
| Нижние    | [aæ]                                |                                     |                                     |                                     |                                     | [ɑː]                                |                                     |                                     |
| Дифтонги  | [eɪ] [aɪ] [ɔɪ] [aʊ] [əʊ]} [ɪə] [ʊə] | [eɪ] [aɪ] [ɔɪ] [aʊ] [əʊ]} [ɪə] [ʊə] | [eɪ] [aɪ] [ɔɪ] [aʊ] [əʊ]} [ɪə] [ʊə] | [eɪ] [aɪ] [ɔɪ] [aʊ] [əʊ]} [ɪə] [ʊə] | [eɪ] [aɪ] [ɔɪ] [aʊ] [əʊ]} [ɪə] [ʊə] | [eɪ] [aɪ] [ɔɪ] [aʊ] [əʊ]} [ɪə] [ʊə] | [eɪ] [aɪ] [ɔɪ] [aʊ] [əʊ]} [ɪə] [ʊə] | [eɪ] [aɪ] [ɔɪ] [aʊ] [əʊ]} [ɪə] [ʊə] |
| Трифтонги | ([eɪə] [aɪə] [ɔɪə] [aʊə] [əʊə])     | ([eɪə] [aɪə] [ɔɪə] [aʊə] [əʊə])     | ([eɪə] [aɪə] [ɔɪə] [aʊə] [əʊə])     | ([eɪə] [aɪə] [ɔɪə] [aʊə] [əʊə])     | ([eɪə] [aɪə] [ɔɪə] [aʊə] [əʊə])     | ([eɪə] [aɪə] [ɔɪə] [aʊə] [əʊə])     | ([eɪə] [aɪə] [ɔɪə] [aʊə] [əʊə])     | ([eɪə] [aɪə] [ɔɪə] [aʊə] [əʊə])     |

|           | Передние       | Передние       | Средние        | Средние        | Задние         | Задние         |
| ненапряж. | напряж.        | ненапряж.      | напряж.        | ненапряж.      | напряж.        |                |
| --------- | -------------- | -------------- | -------------- | -------------- | -------------- | -------------- |
| Верхние   | [ɪ]            | [i]            |                |                | [ʊ]            | [u]            |
| Средние   | [ɛ]            | [eeɪ]          | [ə]            | ([ɝɜ])         | ([ʌ])          | [o̞oʊ]          |
| Нижние    | [æ]            |                |                | [ɑ̈ɑ]           |                | ([ɒɔ])         |
| Дифтонги  | [aɪ] [ɔɪ] [aʊ] | [aɪ] [ɔɪ] [aʊ] | [aɪ] [ɔɪ] [aʊ] | [aɪ] [ɔɪ] [aʊ] | [aɪ] [ɔɪ] [aʊ] | [aɪ] [ɔɪ] [aʊ] |

|          | Передние                             | Передние                             | Средние                              | Средние                              | Задние                               | Задние                               |
| краткие  | долгие                               | краткие                              | долгие                               | краткие                              | долгие                               |                                      |
| -------- | ------------------------------------ | ------------------------------------ | ------------------------------------ | ------------------------------------ | ------------------------------------ | ------------------------------------ |
| Верхние  | [ɪ]                                  | [iː]                                 |                                      | [ʉː]                                 | [ʊ]                                  | [oː]                                 |
| Средние  | [e]                                  | [eː]                                 | [ə]                                  | [ɘɜː]                                | [ɔ]                                  |                                      |
| Нижние   | [æ]                                  | ([æː])                               | [äa]                                 | [äaː]                                |                                      |                                      |
| Дифтонги | [æɪ] [ɑɪ] [oɪ] [æɔ] [əʉ] [ɪə] ([ʊə]) | [æɪ] [ɑɪ] [oɪ] [æɔ] [əʉ] [ɪə] ([ʊə]) | [æɪ] [ɑɪ] [oɪ] [æɔ] [əʉ] [ɪə] ([ʊə]) | [æɪ] [ɑɪ] [oɪ] [æɔ] [əʉ] [ɪə] ([ʊə]) | [æɪ] [ɑɪ] [oɪ] [æɔ] [əʉ] [ɪə] ([ʊə]) | [æɪ] [ɑɪ] [oɪ] [æɔ] [əʉ] [ɪə] ([ʊə]) |

## Дифтонги
| Подъём               | Ряд          | Ряд             | Ряд           | Ряд            |
| Подъём               | Передние     | Передне-средние | Средне-задние | Задне-передние |
| Подъём               | неогублённые | неогублённые    | огублённые    | огублённые     |
| -------------------- | ------------ | --------------- | ------------- | -------------- |
| Верхне-средние       |              | ɪə              |               |                |
| Средневерхне-средние |              | eə              |               |                |
| Средне-верхние       | eɪ           |                 | əʊ            |                |
| Средненижне-верхние  |              |                 |               | ɔɪ             |
| Нижне-верхние        | aɪ           |                 | aʊ            |                |

## Диалектические отличия

### Американский английский
1. В британском английском буква R после гласной часто не произносится и гласная перед R удлиняется, а в американском английском звук выражен чётко, например, слово dark — Британский: /dɑːk/, американский: /dɑɹk/. Во многих диалектах существуют эризованные гласные, когда кончик языка немного сгибается назад, как при произнесении звука /ɹ/. Например, слово bear — Британский: /bɛə/, американский: /bɛɚ/
2. В британском английском буква U иногда произносится как /juː/, а в американском просто /uː/, например, слово dune — Британский: /djuːn/, американский: /dun/.
3. В британском английском буква A, в основном, произносится как /ɑː/ с небольшим округлением губ, а в американском как /æ/, например, слово pass — Британский: /pɑːs/, американский: /pæs/.
4. В американском английском звук /ɔ/ практически не встречается, в отличие от британского английского. Вместо него произносятся либо /ɑː/, либо удлинённая версия /ɔː/ [2], например, слово got — Британский: /got/, Американский: /gɑt/.
5. В американском английском буква T часто звучит как /ɾ/, например, слово letter — Британский: /ˈlɛtə/, американский: [ˈlɛɾɚ]. Иногда буква вообще не произносится и заменяется на гортанную смычку [ʔ]. Особенно это видно в конце слов, например, слово cat — Британский: /kat/, американский: [kʰæʔ]. В буквосочетаниях nt T часто либо не произносится, либо сочетание звучит как [ɾ̃], например, слово internet — Британский: /ˈɪntəˌnɛt/, американский: /ˈɪnɚˌnɛt/ или [ˈɪɾ̃ɚˌnɛt̚].
6. В британском английском триграф sch звучит как /ʃ/, а в американском как /sk/, например, слово schedule — Британский: /ˈʃɛdjuːl/, американский: /ˈskɛd͡ʒʊl/.
7. В британском английском открытая O звучит как /əʊ/, в американском как /oʊ/, например, слово go — Британский: [ɡəʊ], американский: [goʊ].
8. В британском английском суффикс -ile произносится как /aɪl/, а в американском часто как /ɪl/, например, слово mobile — Британский: /ˈməʊbaɪl/, американский: /ˈmoʊbɪl/.
9. В британском английском длинные слова с окончаниями -ory, -ery и -ary произносятся без предпоследней гласной, а в американском окончания произносятся со звуком /ə/, например, слово laboratory — Британский: /ləˈbɒɹətɹi/, американский: /ˈlæbəɹəˌtɔɹi/.

## Краткая характеристика произношения
Ниже представлена краткая характеристика произношения:
[iː] — Похож на долгий русский — (и). Звук могут выражать буквы и буквосочетания: e, ee, ea, eo, i, ie, ei, ey
[ɪ] — Краткий и очень открытый звук (и), как в слове: снаружи. Звук могут выражать буквы и буквосочетания: i, y, ey, e, u, ui, a
[e] — Похож на звук — (е) в слове: шесть. Звук могут выражать буквы и буквосочетания: e, ea, a, ay, ai, ie
[æ] — (я) как в слове «вязь» Звук выражает буква: a. Всегда следует за твёрдыми согласными
[ɑː] — Долгий и глубокий — (а), как в слове: галка. Звук могут выражать буквы и буквосочетания: a, ar, au, er, ear
[ɒ] — Краткий и очень открытое — (о), как в слове: вот. Звук могут выражать буквы и буквосочетания: o, a, ow
[ɔː] — Долгий и глубокий звук — (о). Звук могут выражать буквы и буквосочетания: a + l, or, oor, ure, our, ar, a, aw, au, ou
[ʊ] — Краткий, близкий к — (у). Звук могут выражать буквы и буквосочетания: u, oo, ou, o
[uː] — Долгий звук — (у) без сильного выдвижения губ. Звук могут выражать буквы и буквосочетания: u, ui, oo, o, ou, ew, wo
[ʌ] — Похож на русский, безударный звук — (о) и (а), в слове: мосты.Звук могут выражать буквы и буквосочетания: u, o, ou, oo. В отличие от русского, в английском почти всегда находится под ударением.
[зː] — Похож на долгий — (ё), в слове: свёкла.Звук могут выражать буквы и буквосочетания: ir, ur, er, ear, w + or
[ə] — Неясный безударный звук, близкий к — /ʌ/. Звук могут выражать буквы и буквосочетания: er, or, our, ar, ure
Ударение в следующих шести двугласных падает на первый элемент
[eɪ] — Похож на — (эй). Звук могут выражать буквы и буквосочетания: a, ai, ay, ea, ei, ey
[əʊ] — Похож на — (оу). Звук могут выражать буквы и буквосочетания: o, oa, ow, ou
[aɪ] — Похож на — (ай). Звук могут выражать буквы и буквосочетания: i, i+gh, y, ei, ey, uy
[ɔɪ] — Похож на — (ой). Звук могут выражать буквосочетания: oi, oy
[ɪə] — Похож на — (иэ). Звук могут выражать буквосочетания: ea, ear, eer, ere, eir, ier, e+ea, e+ia, e+io, e+iou, e+ie
[eə] — Похож на — (эа). Звук могут выражать буквосочетания: are, ere, air, ear, eir
[tʰ] — Схожен с русским — (т), но артикулируется у альвеол и сопровождается придыханием. Звук выражает буква: t
[d] — Звонкий — (t). Звук выражает буква: d
[ð] — Звонкий — (θ). Звук выражает буквосочетание: th
[kʰ] — Похож на русский — (к), произносится с придыханием. Звук могут выражать буквы и буквосочетания: c, k, ck, ch
[g] — Звонкий — (г). Звук выражает буква: g
[v] — Звонкий — (f). Звук выражает буква: v
[θ] — Кончик языка помещается в щели между верхними и нижними зубами; звук произносится без голоса. Звук выражает буквосочетание: th
[s] — Похож на русский — (с). Звук могут выражать буквы: s, c
[z] — Звонкий — (s). Звук могут выражать буквы: s, z
[ʃ] — Средний звук между — (ш) и (щ). Звук могут выражать буквосочетания: sh, ch
[ʒ] — Звонкий — (ʃ). Звук могут выражать буквы: s, g
[tʃ] — Английские звуки — (t) и (ʃ) произнесенные слитно. Звук могут выражать буквосочетания: ch, tch
[ʤ] — очень слитно мягкий — (tʃ). Звук могут выражать буквы и буквосочетания: j, g, dge
[h] — Простой выдох. Звук выражает буква: h
[m] — Похож на русский — (м). Звук выражает буква: m
[n] — Похож на русский — (н). Звук выражает буква: n
[ŋ] — задненёбный звук — (н) произнесенный «в нос» задней частью спинки языка, а не его кончиком. Звук выражает буквосочетание: ng
[ɹ] — непрерывистое, невибрирующие очень слабое — (р). При этом кончик языка, слегка завёрнутый назад, находится напротив той части нёба, где производится звук (ж). Звук выражает буква: r
[l] — Смягчённый русский звук — (л), артикулируемый у альвеол. Звук выражает буква: l
[w] — Напряжённые и округлённые губы произносят краткий звук — (у) и переходят в положение для последующего гласного. Звук выражает буква: w
[j] — Похож на слабый русский — (й). Звук выражает буква: y
[pʰ] — Похож на русский — (п), произносится с придыханием. Звук выражает буква: p

## Ударение
Силовое ударение обозначается знаком ['], стоящим перед ударным слогом.
Фразовое ударение выделяет существительные, прилагательные, смысловые глаголы, числительные, наречия. Безударными бывают артикли, союзы, вспомогательные глаголы, личные и притяжательные местоимения.
В случае необходимости выделения по смыслу какого-либо слова логическое ударение может падать и на безударные элементы.

## Характеристики звуков
[æ]. Губы растянуты, нижняя челюсть опущена, кончик языка касается нижних зубов, а средняя спинка языка немного выгибается вперед и кверху. Подобный звук в русском языке есть, однако исключительно с предшествующими ему йотированными согласными, а точнее: буква «я» под ударением, не идя после гласных, в начале слова, букв «ь» и «ъ». Например слово «князь» [knʲæsʲ].
[eɪ]. Язык после произнесения ядра делает лёгкое движение вверх в направлении звука [ɪ], тем не менее, не достигая его полного образования.

## История
|  |